# Lamprocyphus augustus
O Lamprocyphus augustus é uma espécie de besouro que pode ser encontrada na Amazônia.